# Tomorrow Girls Troop
 (janvier 2025).
La mise en forme du texte ne suit pas les recommandations de Wikipédia : il faut le « wikifier ».
Les points d'amélioration suivants sont les cas les plus fréquents. Le détail des points à revoir est peut-être précisé sur la page de discussion.
- Les titres sont pré-formatés par le logiciel. Ils ne sont ni en capitales, ni en gras.
- Le texte ne doit pas être écrit en capitales (les noms de famille non plus), ni en gras, ni en italique, ni en « petit »…
- Le gras n'est utilisé que pour surligner le titre de l'article dans l'introduction, une seule fois.
- L'italique est rarement utilisé : mots en langue étrangère, titres d'œuvres, noms de bateaux, etc.
- Les citations ne sont pas en italique mais en corps de texte normal. Elles sont entourées par des guillemets français : « et ».
- Les listes à puces sont à éviter, des paragraphes rédigés étant largement préférés. Les tableaux sont à réserver à la présentation de données structurées (résultats, etc.).
- Les appels de note de bas de page (petits chiffres en exposant, introduits par l'outil «  Source ») sont à placer entre la fin de phrase et le point final[comme ça].
- Les liens internes (vers d'autres articles de Wikipédia) sont à choisir avec parcimonie. Créez des liens vers des articles approfondissant le sujet. Les termes génériques sans rapport avec le sujet sont à éviter, ainsi que les répétitions de liens vers un même terme.
- Les liens externes sont à placer uniquement dans une section « Liens externes », à la fin de l'article. Ces liens sont à choisir avec parcimonie suivant les règles définies. Si un lien sert de source à l'article, son insertion dans le texte est à faire par les notes de bas de page.
- La présentation des références doit suivre les conventions bibliographiques. Il est recommandé d'utiliser les modèles {{Ouvrage}}, {{Chapitre}}, {{Article}}, {{Lien web}} et/ou {{Bibliographie}}. Le mode d'édition visuel peut mettre en forme automatiquement les références.
- Insérer une infobox (cadre d'informations à droite) n'est pas obligatoire pour parachever la mise en page.

Pour une aide détaillée, merci de consulter Aide:Wikification.
Si vous pensez que ces points ont été résolus, vous pouvez retirer ce bandeau et améliorer la mise en forme d'un autre article.
Tomorrow Girls Troop (明日少女隊, ashita shōjotai), aussi abbrégé en TGT, est un collectif d'artistes socialistes et féministes de la quatrième vague fondé en 2015 mettant en avant les questions féministes intersectionnelles en Asie de l'Est et tout particulièrement au Japon.
Le collectif « met en avant les questions d'inégalités de genre au Japon et en Corée par l'art et les projets sociaux dans le but d'éduquer et d'atteindre l'égalité des genres pour tous les hommes, femmes et membres de la communauté LGBT. »

## Projets

### Mascotte de la ville de Shima (2015)
Tomorrow Girls Troop lance une campagne pour revoir la mascotte Megu Aoshima utilisée par la ville de Shima malgré l'opposition des 170 plongeuses ama qu'elle était supposée représenter et promouvoir. La campagne collecte 7 000 signatures en une semaine,. À la suite de cette opposition, la ville abandonne la mascotte quelques mois plus tard,.

### Believe (2017)
Le collectif participe active aux campagnes de soutien à la réforme de la loi sur les crimes sexuels, notamment par une performance vidéo titrée Believe. La réforme fut votée unanimement en juin 2017, alongeant les peines associées et simplifiant la reconnaissance des faits.

### Dear Kojien
Tomorrow Girls Troop milite pour que le Kōjien, considéré comme le dictionnaire japonais le plus fiable, mette à jour sa définition des termes « féminisme » et « féministe » pour mettre en avant les demandes d'égalité plutôt que l'acquisition de droits au détriment des hommes. À la suite du succès de la pétition, Iwanami Shoten, éditeur du dictionnaire, mis à jour la définition dans ce sens dans son édition 2018. Cependant, la définition de  « féministe » inclut toujours l'explication « un homme doux avec les femmes » contre laquelle les activistes continuent à s'opposer.

### Against Forgetting (2018)
En février 2018, elles organisent plusieurs performances pour honorer la mémoire des femmes de réconfort et ce qu'elles ont subi pendant la Guerre du Pacifique. ainsi que les victimes contemporaines des violences sexuelles d'état,.

### Beyond Binary (2022)
À la suite de la publication et la diffusion par l'Association des sanctuaires shinto de brochures homophobes auprès de membres du Parti Libéral Démocrate en 2022, TGT organisa une série de performances autour de sanctuaires shinto ainsi que des conférences organisées au Japon et aux États-Unis. Notamment, elles ont organisé des marches My body my choice pour mettre en avant les parallèles entre les problématiques des femmes et des personnes trans. Jouant sur la présence dans certains sanctuaires de deux voies d'accès traditionnellement réservées soit aux femmes (女坂, onnazaka) soit aux hommes (男坂, otokozaka), des membres passèrent par les bosquets situés entre les deux pour critiquer la binarité imposée.

### Lifelines (2023)
Organisée à Los Angeles pour la Journée Internationale des Droits des Femmes, Lifelines est une performance en collaboration avec d'autres artistes et collectifs féministes (Elana Mann (en), Tsukuru Fors, She Loves Collective, Ni Santas et AF3IRM) à la suite de la mort de Mahsa Amini en Iran, contre les violences faites aux femmes et autour du slogan « Women, Life, Freedom ».

## Expositions
En 2016, Tomorrow Girls Troop expose aux côtés de Yoshiko Shimada, Megumi Igarashi entre autres artistes, dans l'exposition Feminist Fan in Japan and Friends dans la galerie Youkobo Art Space à Ogikubo (Tokyo).
Une vidéo de leur performance Believe ainsi que les objets utilisés ont été exposés dans l'exposition Socially Engaged Art: A New Wave of Art for Social Change tenue dans la galerie 3331 Arts Chiyoda (Tokyo) qui présentait aussi des œuvres d'Ai Weiwei ou Suzanne Lacy.
Against Forgetting a été exposé à Los Angeles, Tokyo et Seoul.

## Anonymat
Les membres du collectif sont reconnaissables au masque rose qu'elles utilisent pour protéger leur identité. Ces masques sont « un hybride entre un lapin et un ver à soie. Le ver à soie est un symbole du travail féminin en Asie. Les lapins, eux, sont souvent associés aux femmes et présentés comme des créatures faibles et mignonnes. ». Cet usage des masques est similaire à celui de groupes féministes antérieurs comme les Guerrilla Girls.